# サターンSF映画賞
サターンSF映画賞（サターンエスエフえいがしょう、Saturn Award for Best Science Fiction Film）は、サターン賞の部門の一つ。
以下は、受賞作品とノミネート作品の一覧である。太字が受賞作である。

## 各年の結果

### 1970年代
| 年度                | 作品名                                    |
| ------------------- | ----------------------------------------- |
| 1972年 (第1回)      | スローターハウス5                         |
| 1973年 (第2回)      | ソイレント・グリーン                      |
| 1973年 (第2回)      | 最後の猿の惑星                            |
| 1973年 (第2回)      | 悪魔のエイリアン                          |
| 1973年 (第2回)      | イルカの日                                |
| 1973年 (第2回)      | 深海征服                                  |
| 1973年 (第2回)      | スリーパー                                |
| 1973年 (第2回)      | 怪奇!吸血人間スネーク                     |
| 1973年 (第2回)      | ウエストワールド                          |
| 1974/1975年 (第3回) | ローラーボール                            |
| 1974/1975年 (第3回) | 少年と犬                                  |
| 1974/1975年 (第3回) | ステップフォードの妻たち                  |
| 1976年 (第4回)      | 2300年未来への旅                          |
| 1976年 (第4回)      | エンブリヨ                                |
| 1976年 (第4回)      | 未来世界                                  |
| 1976年 (第4回)      | ディーモン 悪魔の受精卵                   |
| 1976年 (第4回)      | 地球に落ちて来た男                        |
| 1976年 (第4回)      | ネットワーク                              |
| 1976年 (第4回)      | 惑星ソラリス                              |
| 1977年 (第5回)      | スター・ウォーズ エピソード4/新たなる希望 |
| 1977年 (第5回)      | 未知との遭遇                              |
| 1977年 (第5回)      | デモン・シード                            |
| 1977年 (第5回)      | ドクター・モローの島                      |
| 1977年 (第5回)      | 合衆国最後の日                            |
| 1978年 (第6回)      | スーパーマン                              |
| 1978年 (第6回)      | ブラジルから来た少年                      |
| 1978年 (第6回)      | カプリコン・1                             |
| 1978年 (第6回)      | スペースキャット                          |
| 1978年 (第6回)      | SF/ボディ・スナッチャー                   |
| 1979年 (第7回)      | エイリアン                                |
| 1979年 (第7回)      | ブラックホール                            |
| 1979年 (第7回)      | 007/ムーンレイカー                        |
| 1979年 (第7回)      | スタートレック                            |
| 1979年 (第7回)      | タイム・アフター・タイム                  |

### 1980年代
| 年度                 | 作品名                                      |
| -------------------- | ------------------------------------------- |
| 1980年 (第8回)       | スター・ウォーズ エピソード5/帝国の逆襲     |
| 1980年 (第8回)       | アルタード・ステーツ/未知への挑戦           |
| 1980年 (第8回)       | 宇宙の7人                                   |
| 1980年 (第8回)       | ファイナル・カウントダウン                  |
| 1980年 (第8回)       | フラッシュ・ゴードン                        |
| 1981年 (第9回)       | スーパーマンII                              |
| 1981年 (第9回)       | ニューヨーク1997                            |
| 1981年 (第9回)       | ハートビープス/恋するロボットたち           |
| 1981年 (第9回)       | ヘビー・メタル                              |
| 1981年 (第9回)       | アウトランド                                |
| 1982年 (第10回)      | E.T.                                        |
| 1982年 (第10回)      | ブレードランナー                            |
| 1982年 (第10回)      | 真夜中の極秘実験                            |
| 1982年 (第10回)      | スタートレックII カーンの逆襲               |
| 1982年 (第10回)      | トロン                                      |
| 1983年 (第11回)      | スター・ウォーズ エピソード6/ジェダイの帰還 |
| 1983年 (第11回)      | ブルーサンダー                              |
| 1983年 (第11回)      | ブレインストーム                            |
| 1983年 (第11回)      | ストレンジ・インベーダーズ                  |
| 1983年 (第11回)      | ウォー・ゲーム                              |
| 1984年 (第12回)      | ターミネーター                              |
| 1984年 (第12回)      | デューン/砂の惑星                           |
| 1984年 (第12回)      | スタートレックIII ミスター・スポックを探せ! |
| 1984年 (第12回)      | スターマン/愛・宇宙はるかに                 |
| 1984年 (第12回)      | 2010年                                      |
| 1985年 (第13回)      | バック・トゥ・ザ・フューチャー              |
| 1985年 (第13回)      | コクーン                                    |
| 1985年 (第13回)      | 第5惑星                                     |
| 1985年 (第13回)      | マッドマックス/サンダードーム               |
| 1985年 (第13回)      | 007/美しき獲物たち                          |
| 1986年 (第14回)      | エイリアン2                                 |
| 1986年 (第14回)      | ナビゲイター                                |
| 1986年 (第14回)      | ペギー・スーの結婚                          |
| 1986年 (第14回)      | ショート・サーキット                        |
| 1986年 (第14回)      | スタートレックIV 故郷への長い道             |
| 1987年 (第15回)      | ロボコップ                                  |
| 1987年 (第15回)      | ヒドゥン                                    |
| 1987年 (第15回)      | インナースペース                            |
| 1987年 (第15回)      | マスターズ/超空の覇者                       |
| 1987年 (第15回)      | プレデター                                  |
| 1987年 (第15回)      | バトルランナー                              |
| 1988年 (第16回)      | エイリアン・ネイション                      |
| 1988年 (第16回)      | ブロブ/宇宙からの不明物体                   |
| 1988年 (第16回)      | コクーン2/遥かなる地球                      |
| 1988年 (第16回)      | 花嫁はエイリアン                            |
| 1988年 (第16回)      | ショート・サーキット2 がんばれ!ジョニー5    |
| 1988年 (第16回)      | ゼイリブ                                    |
| 1989/1990年 (第17回) | トータル・リコール                          |
| 1989/1990年 (第17回) | アビス                                      |
| 1989/1990年 (第17回) | バック・トゥ・ザ・フューチャー PART2        |
| 1989/1990年 (第17回) | バック・トゥ・ザ・フューチャー PART3        |
| 1989/1990年 (第17回) | ビルとテッドの大冒険                        |
| 1989/1990年 (第17回) | フラットライナーズ                          |
| 1989/1990年 (第17回) | ミクロキッズ                                |
| 1989/1990年 (第17回) | ロボコップ2                                 |
| 1989/1990年 (第17回) | トレマーズ                                  |

### 1990年代
| 年度            | 作品名                                                    |
| --------------- | --------------------------------------------------------- |
| 1991年 (第18回) | ターミネーター2                                           |
| 1991年 (第18回) | フランケンシュタイン/禁断の時空                           |
| 1991年 (第18回) | ローラーボーイズ                                          |
| 1991年 (第18回) | プレデター2                                               |
| 1991年 (第18回) | ロケッティア                                              |
| 1991年 (第18回) | グランド・ツアー                                          |
| 1992年 (第19回) | スタートレックVI 未知の世界                               |
| 1992年 (第19回) | エイリアン3                                               |
| 1992年 (第19回) | フリージャック                                            |
| 1992年 (第19回) | ジャイアント・ベビー                                      |
| 1992年 (第19回) | バーチャル・ウォーズ                                      |
| 1992年 (第19回) | 透明人間                                                  |
| 1993年 (第20回) | ジュラシック・パーク                                      |
| 1993年 (第20回) | デモリションマン                                          |
| 1993年 (第20回) | ファイヤー・イン・ザ・スカイ/未知からの生還               |
| 1993年 (第20回) | フォートレス                                              |
| 1993年 (第20回) | 未確認生命体 MAX/マックス                                 |
| 1993年 (第20回) | スーパーヒーロー/メテオマン                               |
| 1993年 (第20回) | ロボコップ3                                               |
| 1994年 (第21回) | スターゲイト                                              |
| 1994年 (第21回) | ボディ・スナッチャーズ                                    |
| 1994年 (第21回) | ノー・エスケイプ                                          |
| 1994年 (第21回) | ブレイン・スナッチャー/恐怖の洗脳生物                     |
| 1994年 (第21回) | スタートレック ジェネレーションズ                         |
| 1994年 (第21回) | ストリートファイター                                      |
| 1994年 (第21回) | タイムコップ                                              |
| 1995年 (第22回) | 12モンキーズ                                              |
| 1995年 (第22回) | コンゴ                                                    |
| 1995年 (第22回) | ジャッジ・ドレッド                                        |
| 1995年 (第22回) | アウトブレイク                                            |
| 1995年 (第22回) | スピーシーズ 種の起源                                     |
| 1995年 (第22回) | ストレンジ・デイズ/1999年12月31日                         |
| 1995年 (第22回) | ウォーターワールド                                        |
| 1996年 (第23回) | インデペンデンス・デイ                                    |
| 1996年 (第23回) | エスケープ・フロム・L.A.                                  |
| 1996年 (第23回) | D.N.A./ドクター・モローの島                               |
| 1996年 (第23回) | ミステリー・サイエンス・シアター3000劇場版/宇宙水爆戦の巻 |
| 1996年 (第23回) | スタートレック ファーストコンタクト                       |
| 1996年 (第23回) | マーズ・アタック!                                         |
| 1997年 (第24回) | メン・イン・ブラック                                      |
| 1997年 (第24回) | エイリアン4                                               |
| 1997年 (第24回) | コンタクト                                                |
| 1997年 (第24回) | ポストマン                                                |
| 1997年 (第24回) | スターシップ・トゥルーパーズ                              |
| 1997年 (第24回) | フィフス・エレメント                                      |
| 1998年 (第25回) | アルマゲドン                                              |
| 1998年 (第25回) | ダークシティ                                              |
| 1998年 (第25回) | ディープ・インパクト                                      |
| 1998年 (第25回) | ロスト・イン・スペース                                    |
| 1998年 (第25回) | スタートレック 叛乱                                       |
| 1998年 (第25回) | Xファイル ザ・ムービー                                    |
| 1999年 (第26回) | マトリックス                                              |
| 1999年 (第26回) | イグジステンズ                                            |
| 1999年 (第26回) | ギャラクシー・クエスト                                    |
| 1999年 (第26回) | ピッチブラック                                            |
| 1999年 (第26回) | スター・ウォーズ エピソード1/ファントム・メナス           |
| 1999年 (第26回) | 13F                                                       |

### 2000年代
| 年度            | 作品名                                        |
| --------------- | --------------------------------------------- |
| 2000年 (第27回) | X-メン                                        |
| 2000年 (第27回) | ザ・セル                                      |
| 2000年 (第27回) | インビジブル                                  |
| 2000年 (第27回) | シックス・デイ                                |
| 2000年 (第27回) | スペース カウボーイ                           |
| 2000年 (第27回) | タイタンA.E.                                  |
| 2001年 (第28回) | A.I.                                          |
| 2001年 (第28回) | ジュラシック・パークIII                       |
| 2001年 (第28回) | トゥームレイダー                              |
| 2001年 (第28回) | ザ・ワン                                      |
| 2001年 (第28回) | PLANET OF THE APES/猿の惑星                   |
| 2001年 (第28回) | バニラ・スカイ                                |
| 2002年 (第29回) | マイノリティ・リポート                        |
| 2002年 (第29回) | メン・イン・ブラック2                         |
| 2002年 (第29回) | サイン                                        |
| 2002年 (第29回) | ソラリス                                      |
| 2002年 (第29回) | ネメシス/S.T.X                                |
| 2002年 (第29回) | スター・ウォーズ エピソード2/クローンの攻撃   |
| 2003年 (第30回) | X-MEN2                                        |
| 2003年 (第30回) | ハルク                                        |
| 2003年 (第30回) | トゥームレイダー2                             |
| 2003年 (第30回) | マトリックス レボリューションズ               |
| 2003年 (第30回) | ペイチェック 消された記憶                     |
| 2003年 (第30回) | ターミネーター3                               |
| 2004年 (第31回) | エターナル・サンシャイン                      |
| 2004年 (第31回) | バタフライ・エフェクト                        |
| 2004年 (第31回) | デイ・アフター・トゥモロー                    |
| 2004年 (第31回) | フォーガットン                                |
| 2004年 (第31回) | アイ,ロボット                                 |
| 2004年 (第31回) | スカイキャプテン ワールド・オブ・トゥモロー   |
| 2005 (第32回)   | スター・ウォーズ エピソード3/シスの復讐       |
| 2005 (第32回)   | ファンタスティック・フォー ［超能力ユニット］ |
| 2005 (第32回)   | アイランド                                    |
| 2005 (第32回)   | ジャケット                                    |
| 2005 (第32回)   | セレニティー                                  |
| 2005 (第32回)   | 宇宙戦争                                      |
| 2006年 (第33回) | トゥモロー・ワールド                          |
| 2006年 (第33回) | デジャヴ                                      |
| 2006年 (第33回) | ファウンテン 永遠につづく愛                   |
| 2006年 (第33回) | プレステージ                                  |
| 2006年 (第33回) | Vフォー・ヴェンデッタ                         |
| 2006年 (第33回) | X-MEN:ファイナル ディシジョン                 |
| 2007年 (第34回) | クローバーフィールド/HAKAISHA                 |
| 2007年 (第34回) | ファンタスティック・フォー:銀河の危機         |
| 2007年 (第34回) | アイ・アム・レジェンド                        |
| 2007年 (第34回) | ミムジー〜未来からのメッセージ〜              |
| 2007年 (第34回) | サンシャイン2057                              |
| 2007年 (第34回) | トランスフォーマー                            |
| 2008年 (第35回) | アイアンマン                                  |
| 2008年 (第35回) | 地球が静止する日                              |
| 2008年 (第35回) | イーグル・アイ                                |
| 2008年 (第35回) | インクレディブル・ハルク                      |
| 2008年 (第35回) | インディ・ジョーンズ/クリスタル・スカルの王国 |
| 2008年 (第35回) | ジャンパー                                    |
| 2009年 (第36回) | アバター                                      |
| 2009年 (第36回) | ザ・ウォーカー                                |
| 2009年 (第36回) | ノウイング                                    |
| 2009年 (第36回) | 月に囚われた男                                |
| 2009年 (第36回) | スター・トレック                              |
| 2009年 (第36回) | トランスフォーマー/リベンジ                   |
| 2009年 (第36回) | ウルヴァリン:X-MEN ZERO                       |

### 2010年代
| 年度                 | 作品名                                            |
| -------------------- | ------------------------------------------------- |
| 2010年 (第37回)      | インセプション                                    |
| 2010年 (第37回)      | ヒア アフター                                     |
| 2010年 (第37回)      | アイアンマン2                                     |
| 2010年 (第37回)      | わたしを離さないで                                |
| 2010年 (第37回)      | スプライス                                        |
| 2010年 (第37回)      | トロン: レガシー                                  |
| 2011年 (第38回)      | 猿の惑星: 創世記                                  |
| 2011年 (第38回)      | アジャストメント                                  |
| 2011年 (第38回)      | キャプテン・アメリカ/ザ・ファースト・アベンジャー |
| 2011年 (第38回)      | リミットレス                                      |
| 2011年 (第38回)      | SUPER8/スーパーエイト                             |
| 2011年 (第38回)      | X-MEN:ファースト・ジェネレーション                |
| 2012年 (第39回)      | アベンジャーズ                                    |
| 2012年 (第39回)      | クロニクル                                        |
| 2012年 (第39回)      | クラウド アトラス                                 |
| 2012年 (第39回)      | ハンガー・ゲーム                                  |
| 2012年 (第39回)      | LOOPER/ルーパー                                   |
| 2012年 (第39回)      | プロメテウス                                      |
| 2013年 (第40回)      | ゼロ・グラビティ                                  |
| 2013年 (第40回)      | エンダーのゲーム                                  |
| 2013年 (第40回)      | ハンガー・ゲーム2                                 |
| 2013年 (第40回)      | パシフィック・リム                                |
| 2013年 (第40回)      | リディック: ギャラクシー・バトル                  |
| 2013年 (第40回)      | スター・トレック イントゥ・ダークネス             |
| 2014年 (第41回)      | インターステラー                                  |
| 2014年 (第41回)      | 猿の惑星: 新世紀                                  |
| 2014年 (第41回)      | オール・ユー・ニード・イズ・キル                  |
| 2014年 (第41回)      | GODZILLA ゴジラ                                   |
| 2014年 (第41回)      | ハンガー・ゲーム FINAL: レジスタンス              |
| 2014年 (第41回)      | ゼロの未来                                        |
| 2015年 (第42回)      | スター・ウォーズ/フォースの覚醒                   |
| 2015年 (第42回)      | エクス・マキナ                                    |
| 2015年 (第42回)      | ジュラシック・ワールド                            |
| 2015年 (第42回)      | マッドマックス 怒りのデス・ロード                 |
| 2015年 (第42回)      | オデッセイ                                        |
| 2015年 (第42回)      | ターミネーター:新起動/ジェニシス                  |
| 2016年 (第43回)      | ローグ・ワン/スター・ウォーズ・ストーリー         |
| 2016年 (第43回)      | メッセージ                                        |
| 2016年 (第43回)      | インデペンデンス・デイ: リサージェンス            |
| 2016年 (第43回)      | ミッドナイト・スペシャル                          |
| 2016年 (第43回)      | パッセンジャー                                    |
| 2016年 (第43回)      | スター・トレック BEYOND                           |
| 2017年 (第44回)      | ブレードランナー 2049                             |
| 2017年 (第44回)      | エイリアン: コヴェナント                          |
| 2017年 (第44回)      | ライフ                                            |
| 2017年 (第44回)      | スター・ウォーズ/最後のジェダイ                   |
| 2017年 (第44回)      | ヴァレリアン 千の惑星の救世主                     |
| 2017年 (第44回)      | 猿の惑星: 聖戦記                                  |
| 2018/2019年 (第45回) | レディ・プレイヤー1                               |
| 2018/2019年 (第45回) | アリータ: バトル・エンジェル                      |
| 2018/2019年 (第45回) | バンブルビー                                      |
| 2018/2019年 (第45回) | ジュラシック・ワールド/炎の王国                   |
| 2018/2019年 (第45回) | ハン・ソロ/スター・ウォーズ・ストーリー           |
| 2018/2019年 (第45回) | ホワイト・ボイス                                  |
| 2018/2019年 (第45回) | アップグレード                                    |
| 2019/2020年 (第46回) | スター・ウォーズ/スカイウォーカーの夜明け         |
| 2019/2020年 (第46回) | アド・アストラ                                    |
| 2019/2020年 (第46回) | ジェミニマン                                      |
| 2019/2020年 (第46回) | ルーシー・イン・ザ・スカイ                        |
| 2019/2020年 (第46回) | TENET テネット                                    |
| 2019/2020年 (第46回) | ターミネーター:ニュー・フェイト                   |

### 2020年代
| 年度                     | 作品名                                |
| ------------------------ | ------------------------------------- |
| 2021/2022年 (50周年記念) | NOPE/ノープ                           |
| 2021/2022年 (50周年記念) | クライムズ・オブ・ザ・フューチャー    |
| 2021/2022年 (50周年記念) | DUNE/デューン 砂の惑星                |
| 2021/2022年 (50周年記念) | フリー・ガイ                          |
| 2021/2022年 (50周年記念) | ゴジラvsコング                        |
| 2021/2022年 (50周年記念) | ジュラシック・ワールド/新たなる支配者 |
| 2022/2023年 (第51回)     | アバター:ウェイ・オブ・ウォーター     |
| 2022/2023年 (第51回)     | ザ・クリエイター/創造者               |
| 2022/2023年 (第51回)     | M3GAN ミーガン                        |
| 2022/2023年 (第51回)     | プレデター:ザ・プレイ                 |
| 2022/2023年 (第51回)     | トランスフォーマー/ビースト覚醒       |
| 2023/2024年 (第52回)     | デューン 砂の惑星PART2                |
| 2023/2024年 (第52回)     | マッドマックス:フュリオサ             |
| 2023/2024年 (第52回)     | ハンガー・ゲーム0                     |
| 2023/2024年 (第52回)     | 猿の惑星/キングダム                   |
| 2023/2024年 (第52回)     | メガロポリス                          |
| 2023/2024年 (第52回)     | ヴェノム:ザ・ラストダンス             |